# Central (kommun i Brasilien)
Central är en kommun i Brasilien.   Den ligger i delstaten Bahia, i den östra delen av landet, 800 km nordost om huvudstaden Brasília. Antalet invånare är 17 027.
Omgivningarna runt Central är huvudsakligen savann. Runt Central är det ganska glesbefolkat, med 45 invånare per kvadratkilometer.